# E pluribus unum
E pluribus unum – Latin for "Ud af mange, én" (også oversat som "Én ud af mange" eller "Én fra mange") – er et traditionelt motto for De Forenede Stater, prydende Storseglet (engelsk: Great Seal) samme med Annuit cœptis (Latin for "han godkender det tilkendegivende) [bogstaveligt 'ting tilkendegivet']") og Novus ordo seclorum (Latin for "Tidernes nye orden"), som pryder bagsiden af Storseglet; dets inddragelse på seglet blev godkendt i et lovforslag fra den amerikanske kongres i 1782.
Mens dets status som nationalmotto i mange år var uofficiel, bliver E pluribus unum fortsat anset som USA's de facto motto fra dets tidlige historie. Med tiden vedtog Kongresen et lovforslag i 1956 (H. J. Resolution 396), der gjorde In God We Trust (Vi sætter vor lid til Gud) til det officielle motto.
At udtrykket "E pluribus unum" har 13 bogstaver gør dets brug symbolsk for de 13 oprindelige stater, som de 13 striber på det amerikanske flag.